# San Nicola Stadion
A Stadio San Nicola egy olasz labdarúgó-stadion Bariban. A Renzo Piano tervezte stadion az 1990-es labdarúgó világbajnokságra készült. Itt tartottak a torna mérkőzéseiből ötöt:
- Szovjetunió - Románia (B csoport)
- Kamerun - Románia (B csoport)
- Kamerun - Szovjetunió (B csoport)
- Csehszlovákia - Costa Rica (Nyolcaddöntő)
- Olaszország - Anglia (Bronzmérkőzés)

Emellett az 1990–1991-es bajnokcsapatok Európa-kupája döntőjét is ebben a stadionban rendezték, amit a jugoszláv Crvena Zvezda nyert meg.
A stadion 26 szektorból áll. A felső szektorokat a biztonsági szempontok miatt 8 méter távolságra helyezték el egymástól.
A létesítmény befogadóképessége 58 270 fő, de még soha nem volt teljes kapacitás egy mérkőzésen. Az 1991-es  BEK-döntőben nagyjából 51 ezer néző volt jelen.
A legutóbb 2009. április 1-jén volt válogatott mérkőzés a stadionban, ahol az olaszok meglepetésre csak 1–1-es döntetlent értek el az írekkel szemben.

## Lásd még
- Bari
- AS Bari